# メンテー
メンテー（古希: Μένθη, Menthē）、あるいはミンター（古希: Μίνθα, Minthā）は、ギリシア神話に登場するコキュートス川のニュムペーである。長母音を省略してメンテ、ミンタとも表記される。

## 神話
数少ないハーデースの浮気相手。冥王ハーデースはコキュートス川のニュンペー、メンテの美しさに魅了されてしまい、それに気付き嫉妬に狂ったペルセポネーは「お前などくだらない雑草になってしまえ」とメンテを踏みつけて恐ろしい呪いをかけ、メンテーは草に変えられてしまった。以来この草はミントと呼ばれ、ミントはハーデースの傍、神殿の庭で、 愛らしい存在感を保ったまま咲き誇り続けた。地上でも今も陽光を浴びる度に芳香を放ち、人々に自分の居場所を知らせるのだという。
もしくは、地上を見回っていた冥府の王ハーデースに目を付けられ、攫われようとしていた。しかし自らも攫われて妻となったペルセポネーがそれに気付き、彼女を一時的に香りの良い小さな草に変えて茂みへ隠し、ハーデースの目から隠してやったともいわれる。
なお、ペルセポネーは単にメンテーを雑草に変えただけで、それを芳香を放つミントへと変えたのは彼女を憐れんだハーデースだという説もある。